# Orthotrinacriinae
Orthotrinacriinae es una subfamilia de foraminíferos bentónicos de la familia Milioliporidae, de la superfamilia Soritoidea, del suborden Miliolina y del orden Miliolida. Su rango cronoestratigráfico abarca desde el Carniense hasta el Rhaetiense (Triásico superior).

## Discusión
Algunas clasificaciones incluyen Orthotrinacriinae en la superfamilia Milioliporoidea.

## Clasificación
Orthotrinacriinae incluye al siguiente género:
- Orthotrinacria †